# Kenyas administrativa indelning

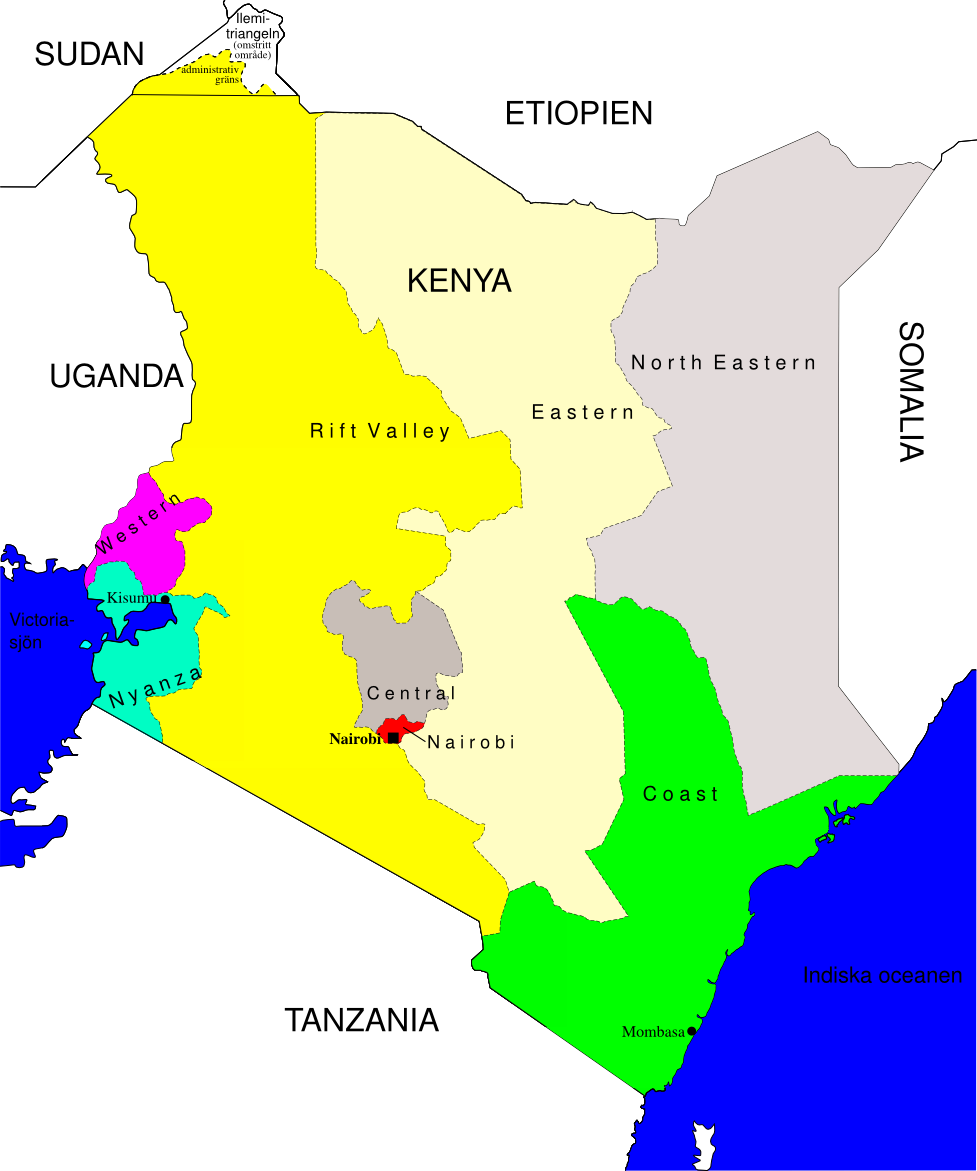
Kenyas tidigare provinser.

Kenyas administrativa indelning bestod tidigare av sju provinser (swahili: mkoa) och ett huvudstadsområde (Nairobi), var och en ledd av en "Provincial Commissioner" utsedd av regeringen. Provinserna delades i sin tur in i 46 distrikt (wilaya), närmare 500 divisioner (tarifa). I de senare finns 2 427 platser (mtaa) och 6 612 småorter (mtaa mdogo).
Provinserna var Centralprovinsen, Kustprovinsen, Östprovinsen, Nordöstra provinsen, Nyanzaprovinsen, Rift Valley och Västprovinsen. Nairobi tillhörde ingen provins utan var som landets huvudstad en egen administrativ enhet (national capital area).

## 2010 års konstitution
I 2010 års nya konstitution – som trädde i kraft 27 mars 2013 – ersattes begreppet provins av "counties", motsvarande svenska län, vilka utgörs av de 46 distrikt som etablerats före 1992 samt Nairobi; samtliga 47 ledda av valda regeringar.
Dessa counties består av sammanlagt 290 kretsar (engelska: constituencies), som i sin tur är indelade i wards, vilka används både som valkretsar och i andra sammanhang.
Den lokala administrationen å sin sida utgår ofta från städer med omgivning, och följer alltså inte alltid vare sig provinsindelningen eller kretsindelningen.
Under kolonialtiden utgjorde i princip hela Kenya norr om ekvatorn en provins, Northern, där den östra delen kallades Northern Frontier District, därutöver fanns Nyanza, Rift Valley, Central, Nairobi, Southern och Coast.